# Dover (Illinois)
Pour les articles homonymes, voir Dover.
Dover est un village du comté de Bureau dans l'Illinois, aux États-Unis,. Fondé en 1833, il est baptisé en référence à Dover (New Hampshire), ville natale de l'un des premiers pionniers. Un bureau postal y est en service depuis 1839. Le village est incorporé le 1er octobre 1894.

## Démographie
Lors du recensement de 2010, le village comptait une population de 168 habitants. Elle est estimée, en 2016, à 161 habitants.